# 悟東あすか
悟東 あすか（ごとう あすか、女性、3月27日 - ）は、東京都三鷹市出身の日本の漫画家、高野山真言宗の尼僧。
ストーリー漫画、ギャグ漫画、エッセイ風漫画、イラストなど幅広くこなすが、ギャグ漫画を最も得意とする。
毎日中学生新聞などで4コマ漫画、取材マンガ等を連載。仏教各宗派の本山から依頼されるマンガも描いている。
中学時代から吾妻ひでおの仕事場に出入りして漫画の描き方を学んだ。

## 略歴
- 吾妻ひでおと巴里夫に師事し、さいとうちほ、竹本泉、ささやななえなどのアシスタントとなる[1]。
- 大学受験の際に、ホテルに置いてあった『仏教聖典』を読んで、出家を志す[2]。
- 東京理科大学理学部入学[3]
- 1984年に高野山真言宗 別格本山 西禅院[4]にて出家[1]
- 1989年に集英社『週刊少年ジャンプ』第30回赤塚賞準入選[5]。同年、『週刊少年ジャンプ増刊 サマースペシャル号』にてデビュー[1]。
- 2006年 高野山大学 加行道場大菩提院[6]にて加行成満、同年 伝法灌頂 授了[1]。
- 2009年 真言宗中院流一流伝授 授了[1]

## 主な作品
- 究極受験BOY!!!（週刊少年ジャンプ増刊 サマースペシャル（集英社））
- 恵春尼（大法輪閣）
- あいむヤッチ（毎日中学生新聞（毎日新聞社））2年連載
- パンドラBOX（毎日中学生新聞）5年連載
- いろいろインターネット（毎日中学生新聞）1年連載
- 寝不足霊能者（毎日中学生新聞）シリーズ連載
- プロの仕事場（毎日中学生新聞）2年連載
- どこがスゴイんだIT!?（毎日中学生新聞）3年連載
- ららちゃんのいちにち（PaPiPuペットWebサイト（バンダイ））1年連載
- 尼僧の般若心経体験（大法輪閣）
- あすかの修行日記1〜4（大法輪閣）[7][8]
- 尼なんです!（別冊本当にあった笑える話（ぶんか社））不定期掲載
- ４コマ漫画 門前のにゃん（花園（臨済宗 妙心寺派月刊誌））連載中[9]
- 図解・仏教ガイド 興教大師伝（生きる力 SHINGON（真言宗智山派季刊誌））～2015年9月[10]
- 図解・仏教ガイド マンガでわかる十三仏（生きる力 SHINGON（真言宗智山派季刊誌））連載中[11]

### 書籍
- 『仏教の質問箱２』（原作・ひろさちや 鈴木出版 / 108巻仏教コミックス、1993年、160頁）
- 『幸せを呼ぶ仏像めぐり』（二見書房、2011年）
- 三村麻子・内田麻由子監修『親が死んだ5分後にあなたがしなければならないこと』(まんが部分）（永岡書店、2014年）[12]
- 『仏さまカード 秘密のメッセージ』（じゃこめてい出版、2015年）
- 『教えて! 仏さま -あなたに寄りそう仏さまBOOK』（じゃこめてい出版、2017年）
- 『神さま仏さまがこっそり教えてくれたこと』（ダイヤモンド社、2018年）
- 『幸せを呼ぶ龍神なぞり絵』（扶桑社、2018年）
- 『神さま仏さまが教えてくれた 迷いをすっきり消す方法』（ダイヤモンド社、2019年）
- 小瀧宥瑞『すごい真言』（イラスト部分）（フォレスト出版、2023年）